# BRender
BRender (сокращение от Blazing Renderer) — игровой движок с поддержкой трёхмерной полигональной графики, разработанный компанией Argonaut Software. Движок использовался в собственных продуктах компании и лицензировался сторонними разработчиками.

## Технические характеристики
Движок поддерживает импорт 3DS, ASC, DXF и NFF форматов для геометрии уровня; VUE-формат для анимации моделей и форматы BMP, GIF, IFF, TGA для текстур, без ограничения по размеру. Есть возможность создавать анимированные (подвижные) текстуры (которые могут использоваться, например, как водная поверхность) из видеофайлов. Также поддерживается импорт данных из 3ds Max при помощи поставляемого плагина.
Движок может использовать различные фильтры при выводе изображения, например, эффект горячего воздуха или размытие движения.
Кроссплатформенный исходный код может быть легко портирован на другие платформы; изначально движок поддерживает MS-DOS, Microsoft Windows 3.1/3.11, 95 и выше, Sony PlayStation 1. Поддерживает набор команд MMX. Изначально движок имел программный рендерер, позже была добавлена поддержка графических ускорителей (3dfx и подобных).
C 3 мая 2022 года был опубликован исходный код движка под лицензией MIT

## Игры, использующие BRender
- 1995 — FX Fighter от Argonaut Games
- 1995 — FX Fighter Turbo от Argonaut Games
- 1995 — 3D Movie Maker от Microsoft Kids
- 1996 — Pete Sampras Tennis 97 от Codemasters
- 1997 — Croc: Legend of the Gobbos от Argonaut Games
- 1997 — Dr. Who, Destiny Of The Doctors от BBC Multimedia
- 1997 — Carmageddon от Stainless Software и Sales Curve Interactive
  - 1997 — Carmageddon Splat Pack
- 1997 — I-War и дополнение Defiance от Particle Systems Ltd.
- 1997 — Wing Commander: Privateer 2 от Origin Systems
- 1999 — Carmageddon 2: Carpocalypse Now! от Stainless Software
- 2000 — Play with Teletubbies от BBC Multimedia
- 2001 — Aladdin in Nasira's Revenge от Argonaut Games
- 2001 — Harry Potter and the Philosopher’s Stone от Argonaut Games (только версия для PlayStation)
- 2002 — Harry Potter and the Chamber of Secrets от Argonaut Games (только версия для PlayStation)
- 2003 — SWAT: Global Strike Team от Argonaut Games